# Audi Typ E
Der Audi 22/55 PS Typ E war ein Pkw der Oberklasse, den die Audi Automobilwerke GmbH Zwickau (ab 1915 Audiwerke AG Zwickau) 1913 zusätzlich zum kleineren Typ B, zum mittleren Typ C und zum großen Typ D herausbrachten. Der Prototyp 18/45 PS war 1911 fertiggestellt. Der Typ E war der größte Wagen, den Audi vor dem Ersten Weltkrieg herstellte.
Das Fahrzeug hatte einen vorn eingebauten Vierzylinder-Reihenmotor mit paarweise gegossenen Zylindern mit insgesamt 5,7 Litern Hubraum. Er leistete 55 PS (40,5 kW) bei 1650/min. Über ein Viergang-Vorgelege-Getriebe und eine Kardanwelle trieb er die Hinterräder an. Der Wagen hatte einen Leiterrahmen und zwei blattgefederte Starrachsen. Er war als viersitziger Tourenwagen oder viertürige Limousine verfügbar.
Von 1913 bis 1924 wurden 350 Exemplare produziert.

## Technische Daten
| Typ E                 | Typ E                                  |
| --------------------- | -------------------------------------- |
| Baujahre              | 1911–1924                              |
| Aufbauten             | T4, L4                                 |
| Motor                 | Reihen-Vierzylinder-Viertakt-Ottomotor |
| Ventilsteuerung       | IOE-Ventilsteuerung (gegengesteuert)   |
| Bohrung × Hub         | 110 mm × 150 mm                        |
| Hubraum               | 5720 cm³                               |
| Nennleistung          | 55 PS (40,5 kW) bei 1650/min           |
| Höchstgeschwindigkeit | 105 km/h                               |
| Leergewicht           | 1225 kg                                |
| Radstand              | 3320 mm                                |
| Spur vorn/hinten      | 1400 mm/1400 mm                        |

- T4 = 4-sitziger Tourenwagen
- L4 = 4-türige Limousine